# Departamento de Pirané
Departamento de Pirané är en kommun i Argentina.   Den ligger i provinsen Formosa, i den nordöstra delen av landet, 1 000 km norr om huvudstaden Buenos Aires.
Omgivningarna runt Departamento de Pirané är huvudsakligen savann. Runt Departamento de Pirané är det glesbefolkat, med 8 invånare per kvadratkilometer.